# Kearney Zzyzwicz
Kearney Zzyzwicz je fiktivní postava z amerického animovaného seriálu Simpsonovi. Je jedním z mnoha šikanujících žáků Springfieldské základní školy. Chodí do páté třídy, je ostříhaný dohola a nosí roztrhané bílé tričko, modré šortky a náramky s cvočky. Ačkoli vypadá, že je přibližně ve věku Jimba a Dolpha, Kearney je ve skutečnosti starší, nicméně jeho přesný věk není znám. Je jediným žákem Springfieldské základní školy, jenž si pamatuje aféru Watergate a dvousté výročí založení školy v roce 1976 (podle ředitele Skinnera), po rozvodu má v péči své dítě, je dost starý na to, aby mohl volit ve všeobecných volbách USA, byl poslán do vězení (ačkoli v dílech Nemáš se čím chlubit, Marge a Líza skeptik byl Kearney zobrazen v diagnostickém ústavu) a platil daně. 
V díle Malověrná Líza se ukazuje, že Kearney chodil s Jimbovou matkou Carol. V téže epizodě je odhaleno, že je členem církevní rady První springfieldské církve a že je „teenager a rodič teenagera“ (což naznačuje, že syn představený v dílu Rozdělený Milhouse může být také starší, než jak vypadá navenek, ačkoli předchozí epizody také naznačují, že Kearney není teenager). 
Kearneyho příjmení Zzyzwicz bylo odhaleno v počítačovém souboru v 18. řadě v díle 24 minut. Před touto epizodou nebylo nikdy zmíněno. Kearneyho příjmení naznačuje, že může být polského původu, nebo může být také inspirováno obcí Zzyzx v Kalifornii.